# 本部循環線
本部循環線（もとぶじゅんかんせん）は沖縄県名護市城（ぐすく）の城十字路から国頭郡本部町、今帰仁村、名護市伊差川を通り、再び同市城の名護漁港前交差点に至る沖縄本島北部の本部半島の沿岸部を一周する約50km近い
幹線道路の通称であり（正式には名護市名護〜伊差川、以前は名護市東江からだったが東江〜宮里間が国道58号になったため除外された）、主要地方道でもある（大半は後に国道に昇格）。路線番号は県道71号だったが、1993年から県道91号に変更した。

## 区間
太字の路線は重複している路線
- 起点：名護市城（城十字路、沖縄県道71号名護宜野座線・名護市道1号線）
- 終点：名護市城（名護漁港前交差点、国道58号・沖縄県道71号名護宜野座線）
- 総延長：43.7 km

### 沖縄県道91号本部循環線
法令上の区間
- 起点：名護市大北（沖縄県道71号名護宜野座線、表記上は名護市字名護だが2000年の住居表示実施で現町名に）
- 終点：名護市字伊差川（沖縄県道71号名護宜野座線）
- 起終点の境目は大北と伊差川の境界線（旧名護町と羽地村の旧町村境）

便宜上の区間
- 起点：名護市城十字路（沖縄県道71号名護宜野座線）
- 終点：名護市城名護漁港前交差点（国道58号・沖縄県道71号名護宜野座線）

実延長区間
- 起点：名護市城十字路（沖縄県道71号名護宜野座線）
- 終点：名護市宮里3丁目交差点（国道58号・国道449号）
- 実延長：1.8 km

## 路線内訳
- 沖縄県道91号本部循環線（主要地方道[要検証 – ノート]）：名護市城十字路〜宮里3丁目交差点の実延長区間全線
- 国道449号：名護市宮里3丁目交差点〜本部町浦崎交差点の全線
- 国道505号：本部町浦崎交差点〜名護市呉我三叉路
- 沖縄県道71号名護宜野座線（主要地方道）：名護市呉我三叉路〜城（名護漁港入口交差点）

旧道区間
- 沖縄県道244号渡久地山入端線：本部町大浜三叉路〜渡久地交差点
- 沖縄県道219号渡久地港線：本部町渡久地港入口〜渡久地交差点（県道244号とも重複）
- 沖縄県道84号名護本部線（主要地方道）：本部町渡久地交差点〜本部大橋交点

## 沿革
1972年5月
- 沖縄本土復帰で以下の路線が主要地方道本部循環線として指定される。
  - 琉球政府道112号（名護市名護（現・城）〜本部町渡久地）
  - 琉球政府道113号（名護市伊差川〜呉我）
  - 琉球政府道124号（名護市呉我〜本部町渡久地の区間）

いずれも番号は政府道時代の番号を当分使っていたが、後に県道71号となる。
1975年
- 沖縄海洋博覧会開催による道路整備で国道58号の延長線上にあたる名護市名護（現在の東江）の国道58号分岐点から宮里までのバイパス（名護海岸道路ともよばれていた）が開通。このバイパス開通により、海洋博閉幕後国道58号名護バイパス全線開通するまでの約10年あまり、名護市街地から本部町・海洋博公園方面と国頭村・辺戸岬方面への道間違いする車も出てきた。
- 本部町大浜〜渡久地の間に本部大橋が開通。それに伴い旧道部分のうち渡久地交差点〜同橋合流点の旧124号部分が県道116号（現県道84号名護本部線）となる（一般県道に降格するが、1993年に名護本部線として主要地方道に再昇格）。また旧112号部分は後に渡久地交差点〜渡久地港入口が県道渡久地港線（県道219号）となり（一般県道に降格）、残りの区間が町道に降格となる（1995年に県道渡久地山入端線となり県道に再昇格する）。

1982年4月
- 名護市名護の国道58号分岐点（現・東江4丁目交差点）〜本部町浦崎の沖縄県道114号海洋博公園入口交差点の区間が国道449号に昇格（昇格後も本部循環線は通称名として残る）。これで県道としての本部循環線は残りの本部町浦崎同交差点〜名護市伊差川の区間だけとなる。

1987年4月
- 名護市名護の国道58号分岐点（現・東江4丁目交差点）〜宮里の国道58号バイパスとの交差点（現・宮里3丁目交差点）が同バイパス全線開通（1986年1月21日開通）により、同バイパスとともに正式に国道58号となる（指定区間となり、管理が国へ移管される）。これに伴い名護市名護（現・城）〜伊差川の旧道部分が県道へ降格となり、この路線も沖縄県道71号主要地方道本部循環線となり、起点と終点が名護市名護と伊差川の境界線上の旧国道となる。なお東江〜宮里間はのちに国道58号単独区間となり、国道449号の重複区間から外れた。

1993年4月
- 本部町浦崎交差点〜今帰仁村〜名護市呉我の区間が国道505号、残る名護市呉我〜伊差川〜城が沖縄県道71号のまま主要地方道名護宜野座線となる。これで本部循環線としての実質区間は名護市城十字路（旧国道58号と名護宜野座線との交点）〜宮里3丁目交差点（国道58号と449号との交点）の旧道部分だけとなった。

## 区間別の路線変遷
名護市城十字路〜宮里3丁目交差点（旧道）
- 本土復帰前：琉球政府道112号線
- 本土復帰後：主要地方道本部循環線（県道112号→71号→91号）

バイパス開通後は旧道扱いだったが、国道58号移管後は本道に復帰
名護市東江4丁目交差点〜宮里3丁目交差点（バイパス・現国道58号）
- 1975年（開通）〜1982年3月：主要地方道本部循環線（県道112号→71号）
- 1982年4月〜1987年3月：国道449号
- 1987年4月〜当分の間：国道58号（管轄が県から国に移管）
- その後、国道58号単独区間となり本部循環線のルートから外れる。

名護市宮里〜本部町渡久地（本部大橋）
- 本土復帰前：琉球政府道112号線
- 本土復帰〜1982年3月：主要地方道本部循環線（県道112号→71号）

（本部大橋は1975年3月開通）
- 1982年4月〜現在：国道449号

本部町大浜〜渡久地交差点（旧道）
- 本土復帰前：琉球政府道112号線
- 本土復帰〜1975年：主要地方道本部循環線（県道112号）
- 1975年〜現在
  - 渡久地港入口〜渡久地港交差点：県道渡久地港線（県道219号）
  - 大浜三叉路〜渡久地港入口
    - 1975年〜1995年：本部町道
    - 1995年〜現在：県道渡久地山入端線（県道244号）

本部町渡久地（旧道）
- 本土復帰前：琉球政府道124号線
- 本土復帰〜1975年：主要地方道本部循環線（県道112号）
- 1975年〜1993年4月：県道116号線
- 1993年5月〜現在：主要地方道名護本部線（県道84号）[要検証 – ノート]

本部町渡久地（本部大橋交点）〜浦崎
- 本土復帰前：琉球政府道124号線
- 本土復帰〜1982年3月：主要地方道本部循環線（県道124号→71号）
- 1982年4月〜現在：国道449号

本部町浦崎〜今帰仁村〜名護市呉我
- 本土復帰前：琉球政府道124号線
- 本土復帰〜1993年3月：主要地方道本部循環線（県道124号→71号）
- 1993年4月〜現在：国道505号

名護市呉我〜伊差川
- 本土復帰前：琉球政府道113号線
- 本土復帰〜1993年4月：主要地方道本部循環線（県道113号→71号）
- 1993年5月〜現在：主要地方道名護宜野座線（県道71号）

名護市伊差川〜城
- 本土復帰前：琉球政府道1号線
- 本土復帰〜1987年3月：国道58号
- 1987年4月〜1993年4月：主要地方道本部循環線（県道71号・管轄が国から県に移管）
- 1993年5月〜現在：主要地方道名護宜野座線（県道71号）

## 地理

### 通過する自治体
- 名護市
- 国頭郡
  - 本部町
  - 今帰仁村
- 名護市

## 交差・重複する道路
太字の路線名は本路線が重複される路線

### 県道91号区間
- 沖縄県道71号名護宜野座線（名護市城）
- 沖縄県道118号線（名護市大南、但し県道84号側からの一方通行出口のため本路線からの進入不可）
- 国道58号（名護市宮里）
- 国道449号（名護市宮里）

### 国道449号重複区間
- 国道449号（名護市宮里〜本部町浦崎）
- 沖縄県道72号名護運天港線（名護市屋部）
- 沖縄県道244号渡久地山入端線（名護市山入端）
- 沖縄県道172号瀬底健堅線（本部町健堅）
- 沖縄県道84号名護本部線（本部町渡久地）
- 沖縄県道114号線（本部町浦崎）
- 国道505号（同）

旧道区間（本部町大浜〜渡久地本部大橋交点）
- 沖縄県道244号渡久地山入端線（本部町大浜〜渡久地）
- 沖縄県道219号渡久地港線（本部町渡久地港入口〜渡久地交差点）
- 沖縄県道84号名護本部線（本部町渡久地交差点〜本部大橋交点）

### 国道505号重複区間
- 国道505号（本部町浦崎〜名護市呉我）
- 沖縄県道114号線（本部町浦崎、具志堅）
- 沖縄県道115号線（今帰仁村今泊）
- 沖縄県道72号名護運天港線（今帰仁村仲宗根）
- 沖縄県道248号屋我地仲宗根線（同）
- 沖縄県道123号線（今帰仁村湧川）
- 沖縄県道71号名護宜野座線（名護市呉我）

### 県道71号重複区間
- 国道505号（名護市呉我）
- 国道58号（名護市伊差川、城）
  - 名護東道路（名護市伊差川、通過のみ）
- 沖縄県道84号名護本部線（名護市城・大東・大中の境界線が交わる名護十字路）

## 主要施設

### 県道91号区間
- 名護市役所（名護市 港）
- 名護市21世紀の森体育館・屋内運動場（名護市大南）
- 沖縄振興開発金融公庫北部支店（名護市宮里）

### 国道449号重複区間
- 名護市営球場（名護市宮里）
- 名護市役所屋部支所（名護市屋部）
- 本部港（本部町崎本部）
- 本部警察署（本部町大浜）
- 本部町立図書館（同）
- 本部町中央公民館（同）

### 国道505号重複区間
- 今帰仁郵便局（今帰仁村仲宗根）
- 今帰仁村役場（同）

### 県道71号重複区間
- 沖縄総合事務局北部ダム事務所（名護市大北）
- 沖縄県立北部病院（名護市 大中）
- 沖縄県北部保健所（同）

## 路線バス
本部半島線（65番・国道449号廻り、66番・国道505号廻り）がほぼ全区間通っているほか、名護バスターミナルを発着するほぼすべての路線（一部は名護市内の高校経由のみ）で一部通っている（県道91号としての実延長区間を通っているのは本部半島線のみ）。
特に表記のない限りすべて琉球バス交通・沖縄バスの共同運行（その際「共同運行」と表記）。また県道本部循環線は県道91号、名護宜野座線は県道71号と表記。★印は高校経由のみ
- 20番・名護西線（共同運行）★名護市大北高校入口〜名護十字路（県道71号）
- 65番・本部半島（渡久地廻り）線（共同運行）県道91号→国道449号→国道505号→県道71号
  - 県道91号-名護市大南市役所北門前→宮里交差点
  - 国道449号-全区間（ただし名護市宮里→安和は旧道経由するほか、本部大橋を通らず渡久地交差点経由の旧道を通る。また本部町崎本部は本部港を経由するため除く、）
  - 国道505号-本部町浦崎→名護市呉我（本線、及び瀬底経由は本部町浦崎→具志堅は通らない）
  - 県道71号-名護市呉我→名護漁港入口交差点
- 66番・本部半島（今帰仁廻り）線（共同運行）県道71号→国道505号→国道449号→県道91号
  - 県道71号-名護市名護漁港入口交差点〜大北高校入口→呉我（大北高校入口→名護漁港前は★）
  - 国道505号-名護市呉我→本部町浦崎（本線、及び瀬底経由は本部町具志堅→浦崎は通らない）
  - 国道449号-全区間（ただし本部大橋は通らずに渡久地交差点経由の旧道を通るほか、名護市安和→宮里は旧道経由。また本部町崎本部は本部港を経由するため除く）
  - 県道91号-名護市宮里交差点→大南市役所北門前
- 67番・辺土名線（共同運行）名護市伊差川〜名護十字路（県道71号、高校経由は伊差川〜大北高校入口）
- 70番・備瀬線（共同運行）本部町渡久地交差点〜大浜〜浦崎～具志堅（渡久地～大浜は旧道）
  - 国道449号-本部町大浜～浦崎
  - 国道505号-本部町浦崎～具志堅（名護バスターミナル発の下りは浦崎→県道114号・海洋博公園→具志堅→浦崎、上りはその逆）
- 72番・屋我地線（共同運行）名護市伊差川〜名護十字路（県道71号、高校経由は伊差川〜大北高校入口）
- 76番・瀬底線（共同運行）本部町渡久地交差点〜大浜〜健堅（渡久地〜大浜は旧道、大浜〜健堅は国道449号）
- 77番・名護東線（沖縄バス）★名護市大北高校入口〜名護十字路（県道71号）
- 78番・名護東部線（共同運行）★名護市大北高校入口〜名護十字路（県道71号）
- 117番・高速バス（美ら海直行）（琉球バス交通・沖縄バス・那覇バス3社共同運行）国道449号全区間（名護市宮里～安和はバイパス経由、本部町崎本部は本部港を経由するため除く）
- 120番・名護西空港線（共同運行）★名護市大北高校入口〜名護十字路（県道71号）
- 888番・やんばる急行バス
  - 国道449号-全区間（名護市宮里～安和はバイパス経由、本部町崎本部は本部港を経由するため除く）
  - 国道505号-本部町具志堅～今帰仁村仲宗根